# Spilosmylus darjeelingensis
Spilosmylus darjeelingensis là một loài côn trùng trong họ Osmylidae thuộc bộ Neuroptera. Loài này được Ghosh miêu tả năm 2000.